# Předivka zhoubná
Předivka zhoubná (Yponomeuta evonymella) je motýl z čeledi předivkovitých, vyskytující se v oblasti palearktu, tedy i na území České republiky.

## Popis
Dospělec je drobný, jemný motýlek s úzkými křídly. Přední křídla jsou bílá s asi čtyřiceti černými skvrnami, zadní křídla jsou světle šedohnědá, stejně jako rub obou párů křídel. Zadní křídla nesou na okraji dlouhé třásně, přední křídla kratší. Tělo je bílé. Rozpětí křídel je 16–25 mm, délka těla asi 8 mm. Tykadla jsou nitkovitá, bílá, oči jsou černé. Dospělce je těžké odlišit od ostatních motýlků rodu předivka (např. příbuzné předivky ovocné), spolehlivým znakem je uspořádání černých skvrn do pěti řad a především volba hostitelské rostliny (viz dále).
Housenka je šedá, světle žlutá až šedozelená, s dvěma řadami černých skvrn a s černou hlavou.

## Biologie a ekologie
Motýli létají od června do srpna, někdy můžeme vidět velká hejna kolem zdrojů světla. Jsou aktivní především v noci, ve dne odpočívají na spodní straně listů. Samičky kladou vajíčka ve skupinách až po padesáti k zimním pupenům hostitelských rostlin. Housenky se líhnou na podzim a přezimují v prvním instaru v lupenech zimních pupenů. Na jaře se začnou živit na hostitelské rostlině a vytvářejí stále větší a větší pavučinová hnízda. Po několikerém svlékání, kdy vždy změní barvu od šedé (v prvním instaru) přes žlutou až po zelenošedou (v posledním instaru), se začnou kuklit. Kuklí se housenky o velikosti asi 20 mm, a to vždy hlavou vzhůru. Nejprve se zakuklí ty housenky, které pokročily ve vývoji nejdál a postupně se kuklí další. Kukly se vrství na sebe, až vytvoří veliké shluky o počtu až několik stovek. V hnízdě žijí housenky pospolitě a panuje zde dokonalá organizace. Některé housenky se podílejí na budování hnízda a jsou odsouzeny k tomu, že se nemohou zakuklit a po zakulení svých druhů vytvoří kolem kukel ještě mohutnější zámotky, které hnízdo chrání před predátory. Následně uhynou (důvodem bývá většinou i to, že v nejbližším okolí hnízda už není dostupná potrava). Organizace v hnízdě se projeví i chováním housenek, kdy na vnější podněty reagují všechny housenky současně, např. spuštěním se z hnízda na hedvábném vlákně, nebo náhlým strnutím.
Po několika týdnech se z kukel líhnou dospělci a krátce po vylíhnutí dochází k páření. Předivka zhoubná vytváří ročně jednu generaci.
Housenky bývají často napadány blanokřídlým hmyzem, kdy se housenka zakuklí i s larvou parazita.

## Hostitelské rostliny
Hostitelskou rostlinou je téměř výhradně střemcha obecná (Prunus padus). Při masivním napadení jsou housenky schopny během několika týdnů pokrýt celou rostlinu pavučinovým hnízdem a sežrat všechny zelené části keře či stromu. Výjimečně napadá i jiné příbuzné rostliny (jeřáb, krušinu, třešně nebo švestky). Po holožíru rostlina většinou ještě tentýž rok znovu obrazí, takže strom holožír přežije.  

## Rozšíření a výskyt
Jedná se o palearktický druh, který je široce rozšířen v mírném pásu Evropy a Asie. Obývá listnaté lesy, okraje lesů, břehové porosty, ale i zahrady, parky a jiné biotopy vytvořené člověkem. V ČR je hojný, při přemnožení může způsobit holožíry na hostitelských rostlinách. 

## Galerie

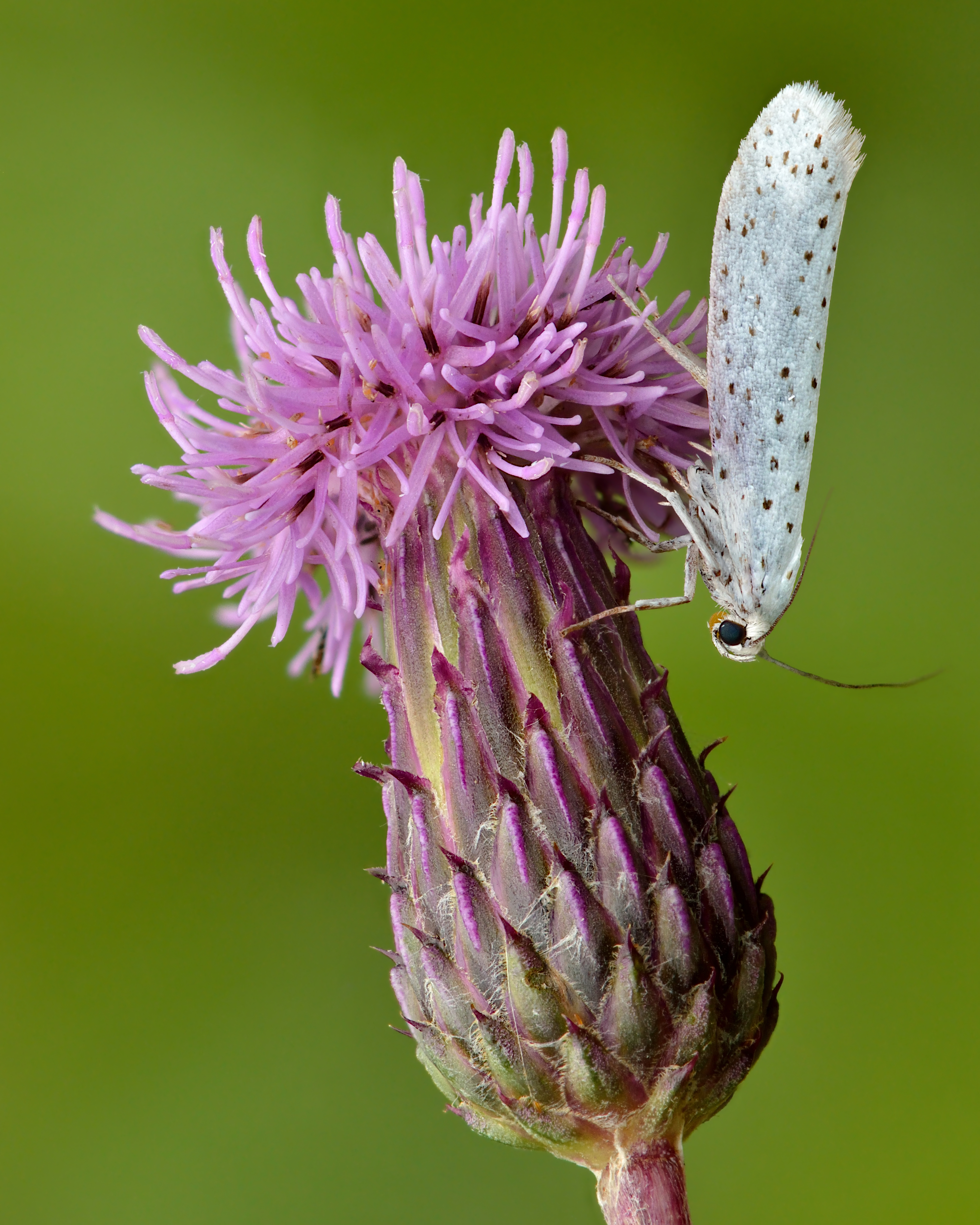
Dospělec
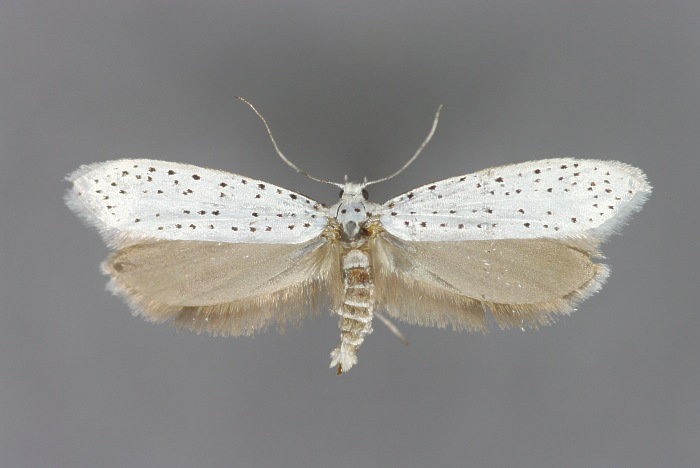
Dospělec – sbírka
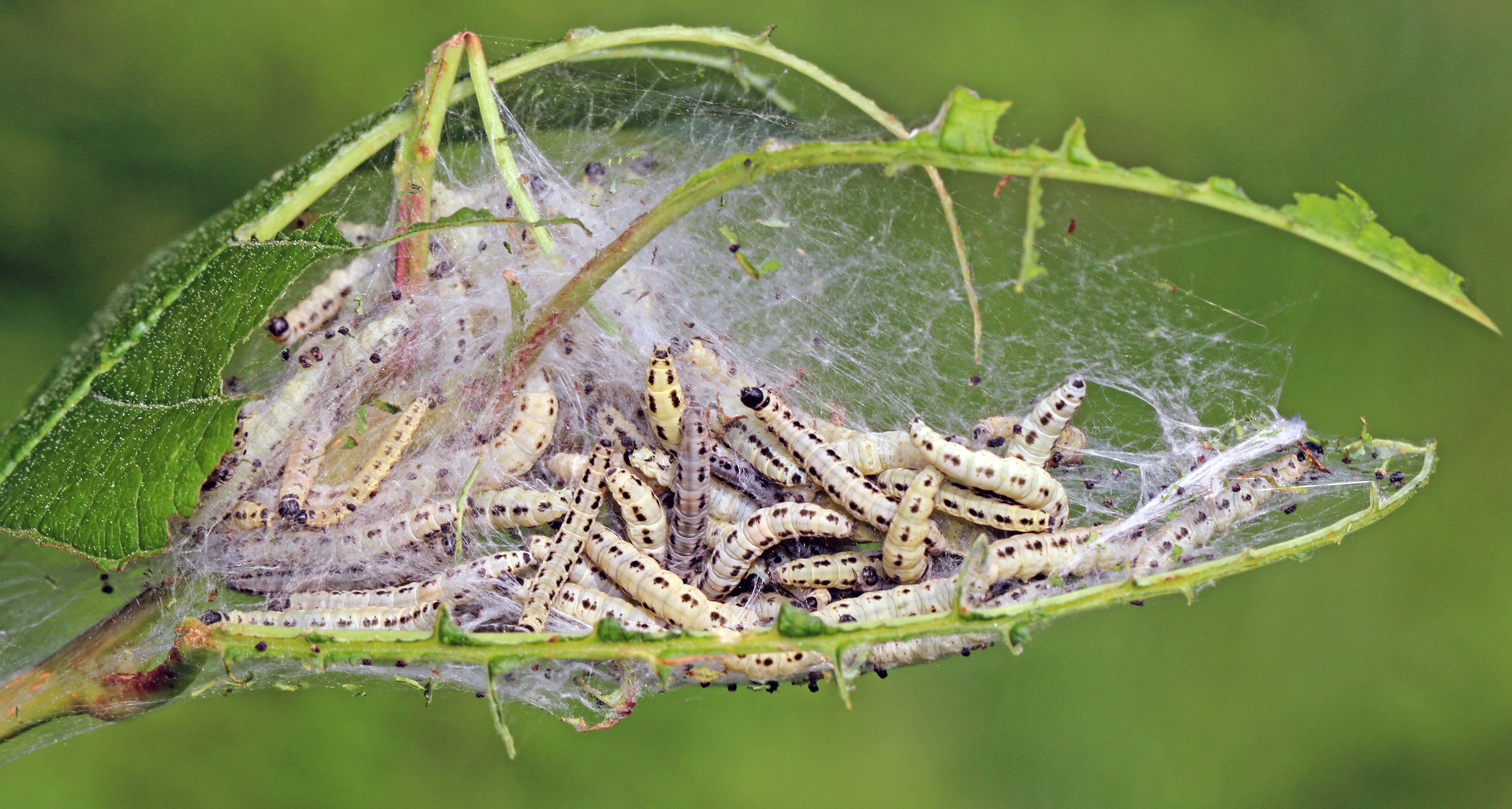
Housenky
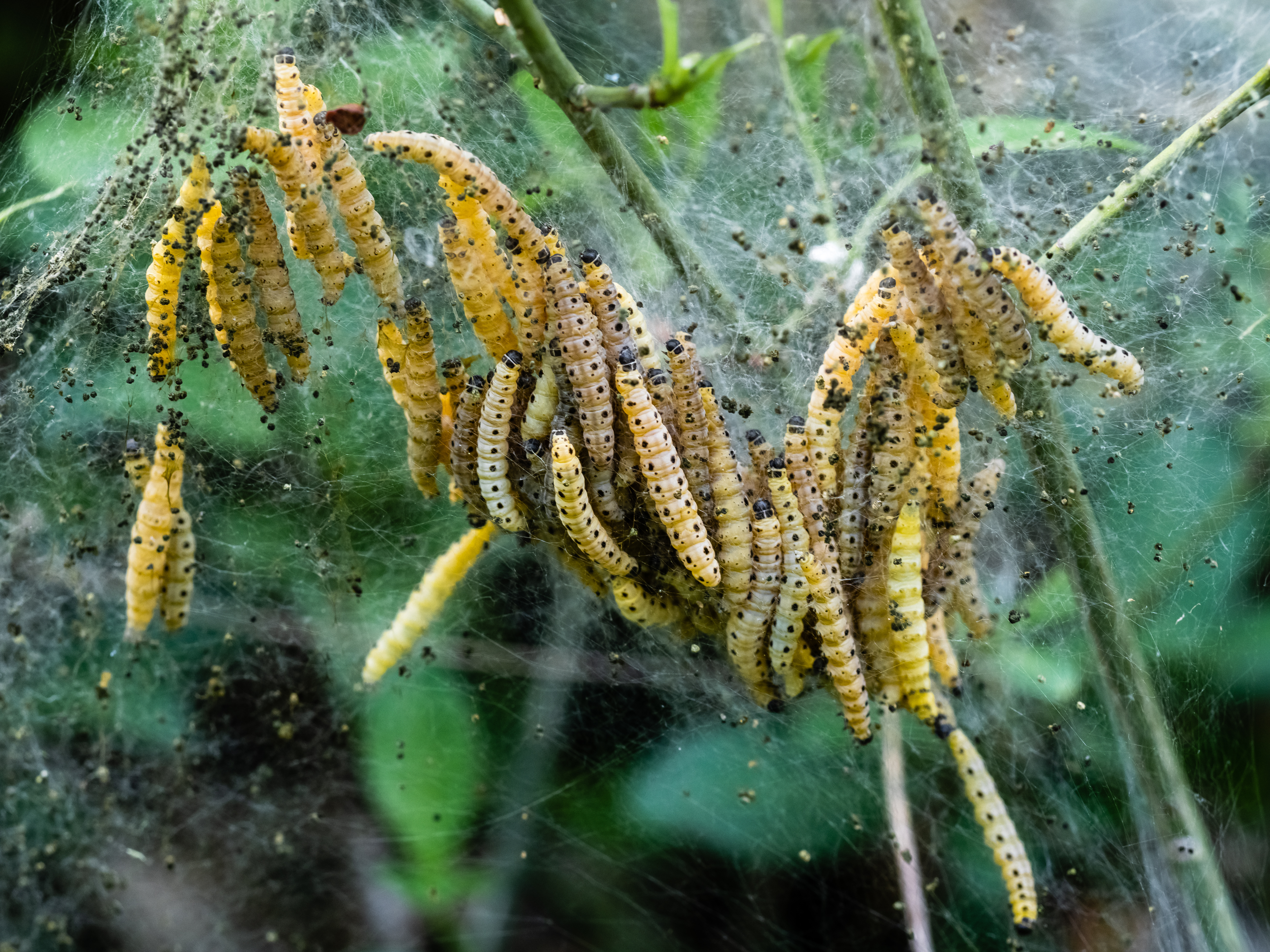
Housenky
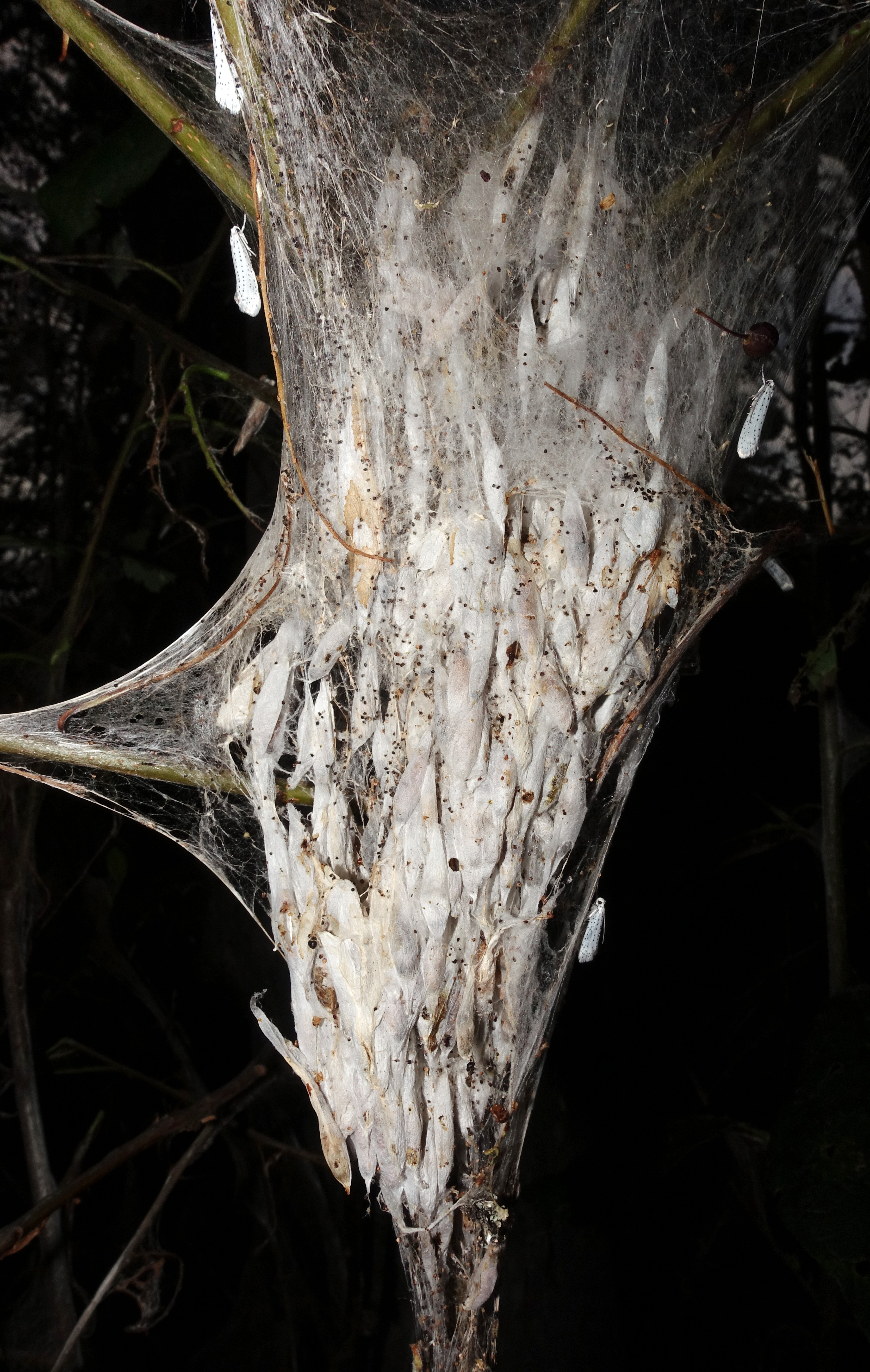
Kukly
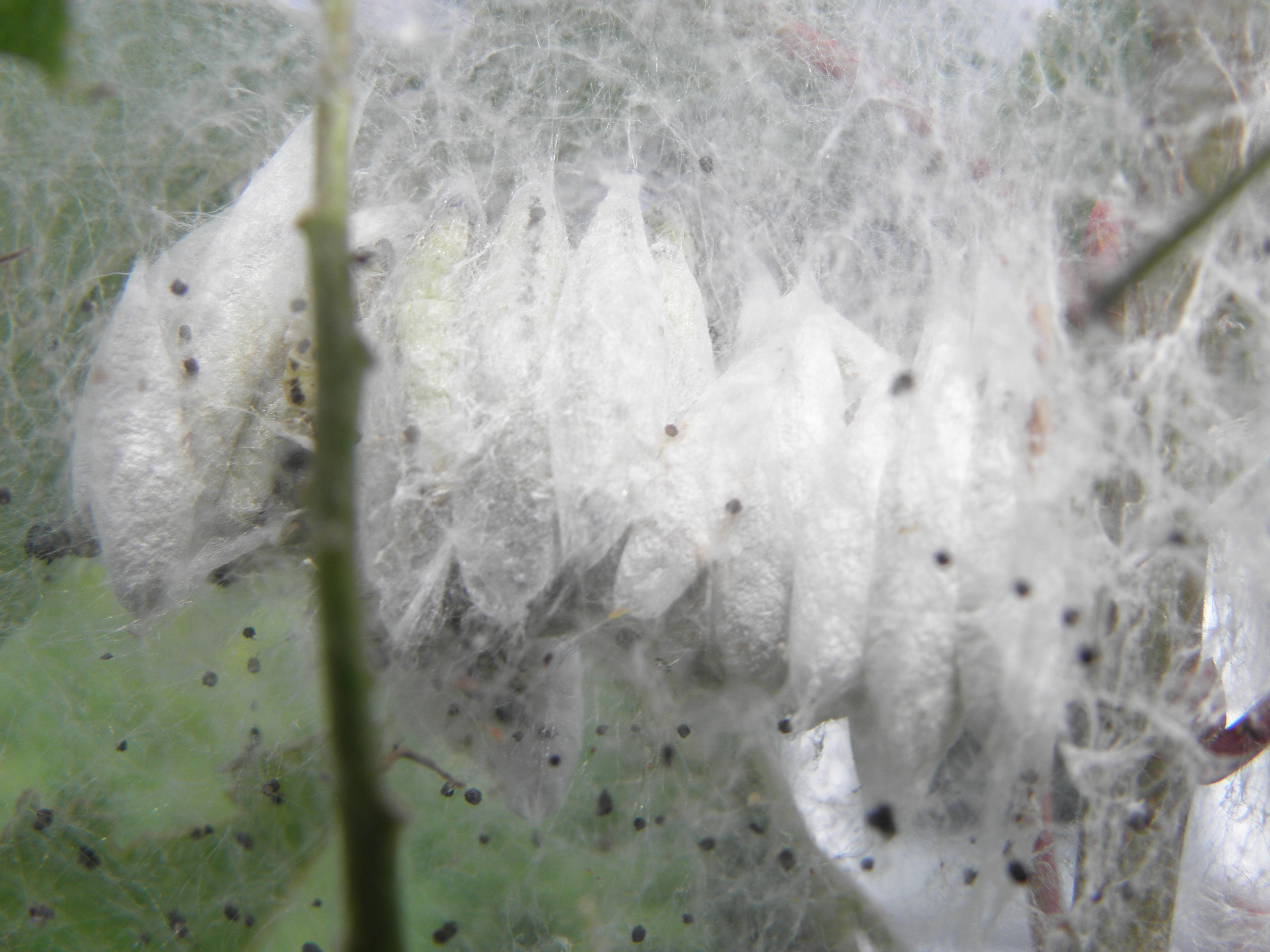
Kukly
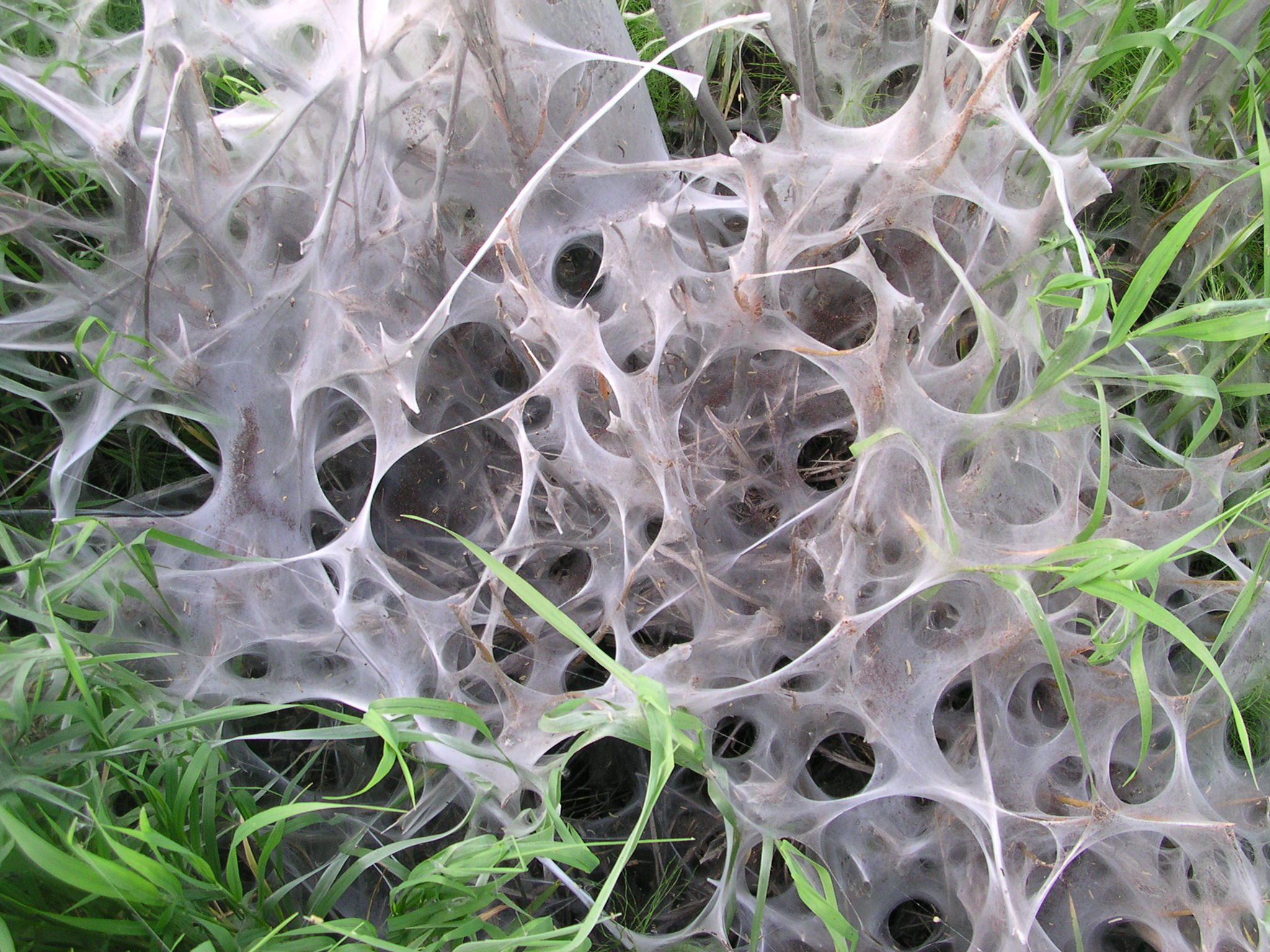
Pavučinové hnízdo
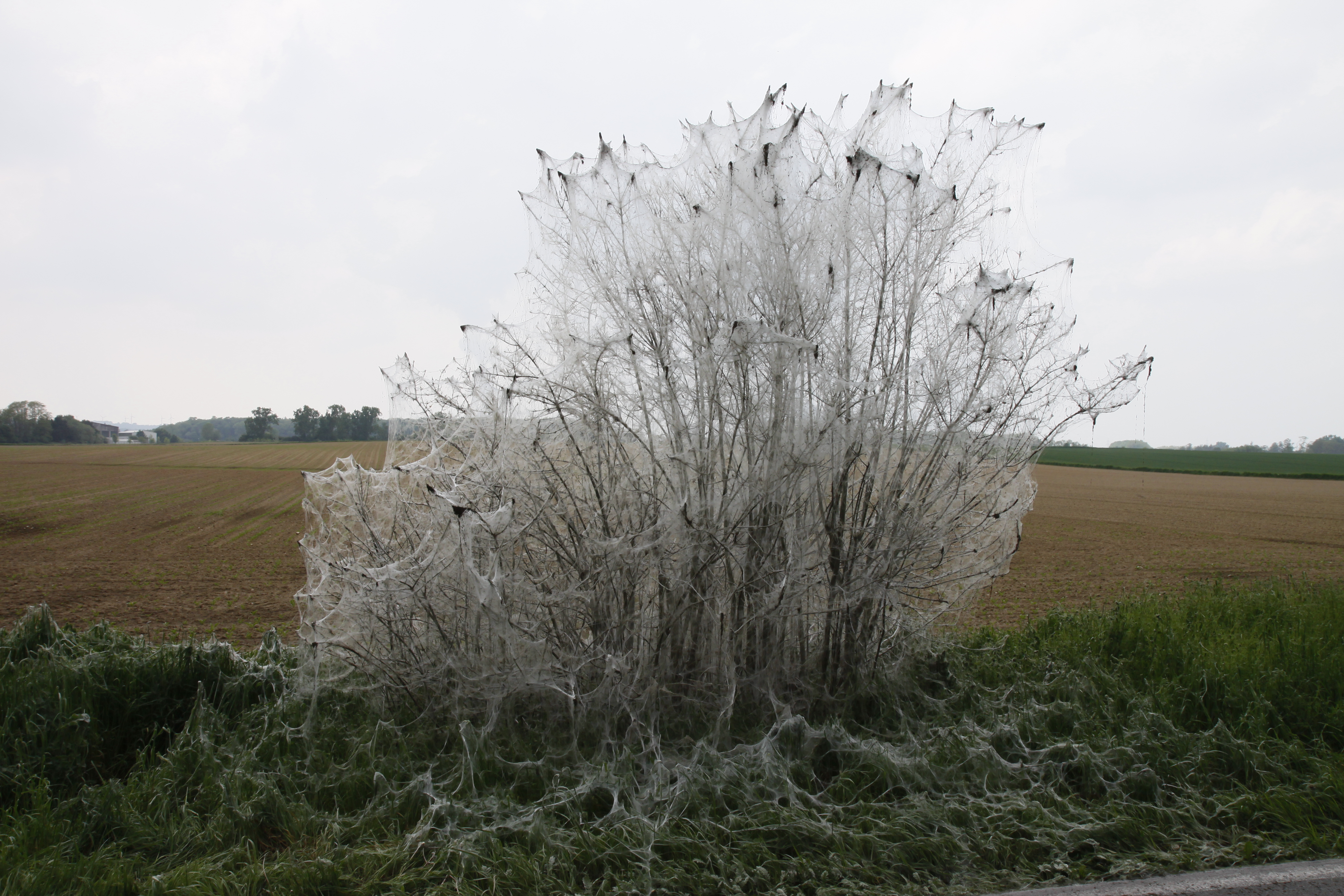
Napadená střemcha – holožír